# 願你在此
《願你在此》是英國搖滾樂隊平克·弗洛伊德發行的第七張英語專輯，分別由收割唱片和哥倫比亞唱片在英國和美國發行，於1975年1月到7月間在艾比路工作室錄製，並於1975年9月15日發行。
此專輯被認為是平克·弗洛伊德最好的專輯之一，在滾石雜誌的「搖滾樂史上最佳五百張專輯」中排名第209名。
詞的部分是由羅傑·華特斯所寫的，其中質疑以市場為導向的唱片公司缺乏對音樂的理解和對音樂家的興趣。
此專輯是對平克·弗洛伊德的創立團員席德·巴雷特的致敬，致敬曲目有《Shine On You Crazy Diamond》和《Wish You Were Here》。

## 專輯介紹
根據Nicholas Schaffner的書Sauceful of Secrets :The Pink Floyd Odyssey，
《願你在此》(Wish You Were Here)是平克·弗洛伊德在哥倫比亞唱片旗下，
在美國和加拿大地區發行的第一張專輯。至於歐洲之外的地區，則是由CBS唱片代理。
在歐洲，樂團的唱片公司還是EMI所屬的Harvest出版公司。
同時根據樂團鼓手Nick Mason的書Inside Out的說法，
轉換所屬公司的原因是EMI對歐洲之外的地區的推銷不力所造成的。因此EMI給了樂團
歐洲之外地區的版權，特別是美國和加拿大的Capital唱片公司。也正是這樣，從這張專輯開始
以及之後的每一張專輯，平克·弗洛伊德都擁有版權--屬於Pink Floyd Music Limited公司或是
Pink Floyd (1987) Ltd (在Roger Waters離團之後)。
同樣根據Nicholas Schaffner的書Sauceful of Secrets :The Pink Floyd Odyssey提到：
樂團在1975年的第一個星期進入Abbey Road Studio，自《月之暗面》之後，
開始為睽違以久的下一張專輯錄音。雖然當時已經有三首歌接近完成且可以開始錄音了(分別是"Raving and
Drooling"(後來的"Sheeps")，"You gotta be Crazy"(後來的"Dogs")以及"Shine On
You Crazy Diamond"的主要部分)，樂團內部的狀態卻不是很理想。在商業、藝術層面
都獲得壓倒性成功的《月之暗面》讓平克·弗洛伊德不論在精神上還是肉體上都感到耗竭。因此
剛開始錄音的那幾週他們只是虛度時間而已；即使樂團的成員們都坐在錄音室裡準備好
要做點什麼，他們無意義的行為表現出他們的心根本不在那裡。
一開始的計畫是把1974年歐洲巡迴演出時的三首歌(就是之前提到的那三首)
錄進新專輯裡，但是樂團的貝斯手/主唱/負責寫詞的Roger Waters決定要改變這張專輯
的方向----他打算要把Shine On You Crazy Diamond分成兩段，然後再另外寫三首比較
短的歌放進專輯裡。而這三首歌都將以「某人的缺席/不在/缺乏」為主題。其中的兩首歌
(Welcome to the Machine" & "Have a Cigar")是為了表達對唱片工業的不滿，而"Wish
You Were Here"，正如這張專輯的名字和另外兩首"Shine On You Crazy Diamond"則是
寫給前Pink Floyd團長：Syd Barrett。
而這個決定，根據之前所提到的那兩本書的說法，是Waters和David Gilmour第一次意見
不合的原因。Gilmour想要做一張現場演唱會的專輯，但是Waters想把"Shine on..."拆成
兩半並做一張概念專輯。最後樂團投票的結果是Gilmour的意見被三比一否決了。雖然有這些
爭端，加上錄製過程的困難，Gilmour和鍵盤手Rick Wright在1995年接受電台訪談的時候
表示Wish You Were Here是他們最喜愛的專輯。
專輯的錄音總共花了七個月的時間，包括兩個(1975年四月和六月)去美國巡迴演出而 
造成的間斷。他們在這兩次的演唱會中演奏了拆成兩半的"Shine On..."，以及作為中間 
橋段的"Have a Cigar"。

## 封面/內頁設計
一開始這張專輯設計成用全黑(哥倫比亞/CBS版的是藍黑色)且沒有任何文字的塑膠封套 
包住，但是根據Hipgnosis的成員Storm Thorgerson在Pink Floyd 92年的盒裝系列"Shine 
On"裡的書以及他自己寫的"Mind Over Matter : The Images of Pink Floyd"的說法，當 
時樂團在美國的發行公司，也就是哥倫比亞唱片的總裁反對他們這種「刻意隱藏產品」的 
作法，因此一張上面寫著團名(在兩隻握著的機械手上)，以及畫出四種元素的貼紙便貼在 
專輯的上方作為辨識用。 
如果把封套拿掉，這個有名的封面便會顯現在你的眼前：一個全身燃燒著的商人，和 
一個像是機器人的人握手(而這也象徵著火元素)。在唱片的背面和唱片套上的三張照片 
則分別象徵著剩下的三種元素：一個無臉的唱片銷售員拿著Pink Floyd的唱片(注意看 
他踩著公事包上面貼著『月之暗面』裡附贈的貼紙)站在在沙漠裡(土元素)，一個很難 
看見，裸體的女人在樹叢之中被飛翔的紅色手帕所遮蓋住的照片(風元素)；最後是一個 
泳者在湖中伸出倒立的雙腳(水元素)。這些照片所相對應的元素都被設計成「衝破」 
照片的周圍白邊(燃燒痕跡/沙子流洩而出/照片四週的流線線條/水流出邊緣)。
黑膠唱片上所用的圖案是兩隻機械手互相握著，以藍黑色的稜鏡形狀為背景。而後來這個
圖案也被使用在95年的SBM Mastersound reissue和97年的哥倫比亞/新力 remastered
(重新混音)的CD上。
美國（哥倫比亞唱片）版的封面和其他版本有些微的差異：燃燒的商人站得筆直(而不是
稍微往對方的方向傾斜)，這張照片拍的角度也比較低。
哥倫比亞唱片1984年發行的第一張CD版本就就改回原來(向前傾斜)的封面，而從那之後
也一直用原來的封面。唯一的例外是"SBM MasterSound Collector's Edition。黑膠唱片
內頁的插圖和其他比較容易找到的CD版本有一個細微的差異：在黑膠唱片的內頁上，裸體
的女人很容易看得見，然而在後來CD附的小冊子裡幾乎完全無法辨識。在CD的小冊子裡
所附的水中倒立者的插圖比較大，也比較能清楚看見後方的鹽柱。另外，一張樂團在
Abbey Road錄音時的黑白照片也被加到了CD附的小冊子裡。

## Syd Barett的來訪
根據鼓手Nick Mason的書Inside Out: A Personal History of Pink Floyd，
Syd Barrett確實有在1975年六月五日的錄音過程中突然出現。但另一本書
Saucerful of Secrets: The Pink Floyd Odyssey則提到這一天也是David Gilmour和他的第一任
妻子Ginger結婚的日子；針對這一點，Gilmour在2003的訪談中否認這兩件事發生 
在同一天（詳情請參照"The Pink Floyd and Syd Barrett Story"）。
樂團的成員們已經五年沒有見到Syd了。他進錄音室的時候沒有說任何話，而且他把頭部所有的毛髮都剃光 
（包括眉毛，就像是電影The Wall中主角所暗示的那樣），加上他胖了許多，當時 
團員們都沒能認出Syd。之後的訪談中指出，Syd Barrett在其他團員錄音的過程中不
時地跳上跳下，做出刷牙的動作；Waters之後曾表示，光是回想起那一幕就幾乎讓他 
的眼淚奪眶而出。樂團成員們都在聽一首製作中的歌時(可能是"Shine On You Crazy 
Diamond")，Syd只是靜靜地坐在那裡。
在一個以Syd Barret為主題的電視節目裡，Gilmour說Syd出現在他們錄製"Shine On
..."的過程中。Gilmour提到，Barret曾在錄音室裡詢問團員們是否有他幫得上忙
的地方(儘管當時專輯已接近完成狀態)，有的話他隨時都可以提供協助。
就在不久之後，樂團的技術人員Phil Taylor開車時看到了Syd(他看起來像是要找人送他回家)，為了避免尷尬，Taylor經過Syd的時候把身體壓低。
Gilmour在紐約市電台2006年七月(在Syd過世之前)的專訪中提到，那次錄音的拜訪之
後，Pink Floyd的成員們再也沒有見到Syd。然而，Roger Waters說他有一次在哈洛德
百貨撞見Syd，但是沒有跟他交談。也因為Syd突然造訪錄音室，Wright在這張
專輯的最後幾秒鐘放了很小聲的"See Emily Play"片段。

## 媒體相關報導
德國最大的電台WDR2在2007年所舉辦的「聽眾最喜愛的兩百張專輯」投票中，《Wish You
Were Here》被票選為第一名。                                                                              
2003年，《Wish You Were Here》在滾石雜誌的「搖滾樂史上最佳五百張專輯」中排名209
。有趣的是，在二十九年前這張專輯發行的時候被滾石雜誌嚴厲地挑剔、批評（對滾石雜
誌來說這不是什麼罕見的事)：當時的樂評Ben Edmonds在1975年的11月6號寫到：「這張
專輯裡什麼都有，就是沒有熱情」。為了配合其2003時滿分五顆星的評價，滾石雜誌的
網站曾經在同年把原來的樂評移除，但是最近又把它改回1975年的原本樂評。2011年“Wish you were here”這首歌被列為滾石雜誌“世界500大歌曲”第324名。
1998年的時候，Q雜誌的經典專輯讀者票選結果，《Wish You Were Here》被選為第34名
。兩年後，Q雜誌在「史上最佳一百張英倫專輯」把它放在43名的位置。1986年，Slitz(
當時瑞典代表性的新浪潮/後龐克雜誌)所做的讀者票選，《Wish You Were Here》被選為
第一名而《Dark Side of the Moon》則是佔據了第二名的位置。

## 曲目
| 第一面 | 第一面                                | 第一面                                | 第一面 |
| 曲序   | 曲目                                  | 作曲                                  | 时长   |
| ------ | ------------------------------------- | ------------------------------------- | ------ |
| 1.     | Shine On You Crazy Diamond (Part I-V) | David Gilmour, Waters, Richard Wright | 13:28  |
| 2.     | Welcome to the Machine                | Waters                                | 7:31   |

| 第二面 | 第二面                                  | 第二面                  | 第二面 |
| 曲序   | 曲目                                    | 作曲                    | 时长   |
| ------ | --------------------------------------- | ----------------------- | ------ |
| 1.     | Have a Cigar                            | Waters                  | 5:09   |
| 2.     | Wish You Were Here                      | Gilmour, Waters         | 5:40   |
| 3.     | Shine On You Crazy Diamond (Part VI-IX) | Gilmour, Waters, Wright | 12:29  |

## 語錄
「我認為當我們在錄製《Wish You Were Here》的時候，我們並不希望我們在錄音室裡，
而是希望我們在其他地方(most of us didn't wish we were there at all,we  wished
we were somewhere else/語帶雙關)。那個時候我的心情不是很好因為我覺得我們不團結。
這張專輯的主題之一是：我們每一個人的心都不在那裡，就算是也只是最低限度地，就像
是例行公事一般地在錄音室裡；靠著Pink Floyd這個名字把每個人湊在一起」。
- Roger Waters，1977年
「《Wish You Were Here》是個非常好的專輯名稱。我常常說我認為這張專輯應該叫做
《Wish We Were Here》因為那個時候我們的心並不在那裡」。
- Roger Waters，1989年
「我必須承認那真的是一段很艱苦的時期。你小時候的夢想突然實現了——我們做出了一
張史上賣得最好的專輯，隨之而來的女人，金錢，名聲……這一切都來得太出乎意料，而
我們必須在迷惑中重新調適生活方式上的巨大改變。而就我個人來說，我想我會說Wish 
You Were Here是我最喜歡的一張專輯。我們做出來的成果讓我很滿意，既使在多年後的今
天，我還是很喜歡它。。」
– David Gilmour，1992年十二月
「很難用言語去形容……但是對我來說這張專輯從頭到尾都是如此地流暢，每一首歌都完美
地契合在一起，讓我感覺十分美好。」
– Richard Wright，1994年三月
「這是一張我可以很高興地聽的專輯，能給我如此感覺的專輯不多。」
– Richard Wright，摘自電視節目"Pink Floyd: Legends"(首播於2001年)
1. ↑  . Wikipedia. 2024-08-08  [2024-08-21]. （原始内容存档于2024-12-28） （英语）.
2. ↑  . Wikipedia. 2024-08-14  [2024-08-21]. （原始内容存档于2024-12-27） （英语）.
3. ↑  . Wikipedia. 2024-06-27  [2024-08-21]. （原始内容存档于2024-12-27） （英语）.